# Primado de las Españas
Primado de las Españas (en latín: Primas Hispaniarum y en portugués: primaz das Espanhas) es un título honorífico del arzobispo de Braga, que se autodenomina como arzobispo de Braga y Primado de las Españas o, lo que es lo mismo, arzobispo primado de Braga. Este título se otorga al prelado de Braga por ser la diócesis de Braga la más antigua de la península ibérica, que data del año 45 d. C. La sede de Braga pasó de diócesis a archidiócesis, recibiendo posteriormente el título de primada.
Hubo una disputa histórica por el título de Primado de España entre los arzobispos de Braga y Toledo, pero aún hoy el arzobispo bracarense emplea el título de primado de las Españas.
Mediante el título de primado de las Españas, el arzobispo de Braga ha tenido, desde la fundación de Portugal, precedencia sobre todos los obispos de Portugal, hecho que sigue siendo cierto en la actualidad, con la excepción del Patriarca de Lisboa que, desde 1716, se sitúa honoríficamente por encima del propio prelado de Braga.
En el Concilio Vaticano I en 1869 se redactó una lista de primados (breve Multiplices inter del 27 de noviembre de 1869) reconociendo el papa como indulgencia especial sus derechos de precedencia a instancias del primado húngaro, pero como una excepción solo para esa ocasión sin que por ello se reconocieran permanentemente las primacías. En la lista figuró el arzobispo de Braga como Primas Hispaniarum.
En el Concilio Vaticano II (1962-1965) algunos obispos firmaron los documentos conciliares utilizando el título de primado, entre ellos el de Braga como Primas Hispaniarum.